# Saint-Vigor

Saint-Vigor este o comună în departamentul Eure, Franța. În 1 ianuarie 2022 avea o populație de 312 de locuitori.